# District de Terhathum
Le district de Terhathum – en népalais : तेरथुम जिल्ला – est l'un des 75 districts du Népal. Il est rattaché à la zone de Koshi et à la région de développement Est. La population du district s'élevait à 101 577 habitants en 2011.

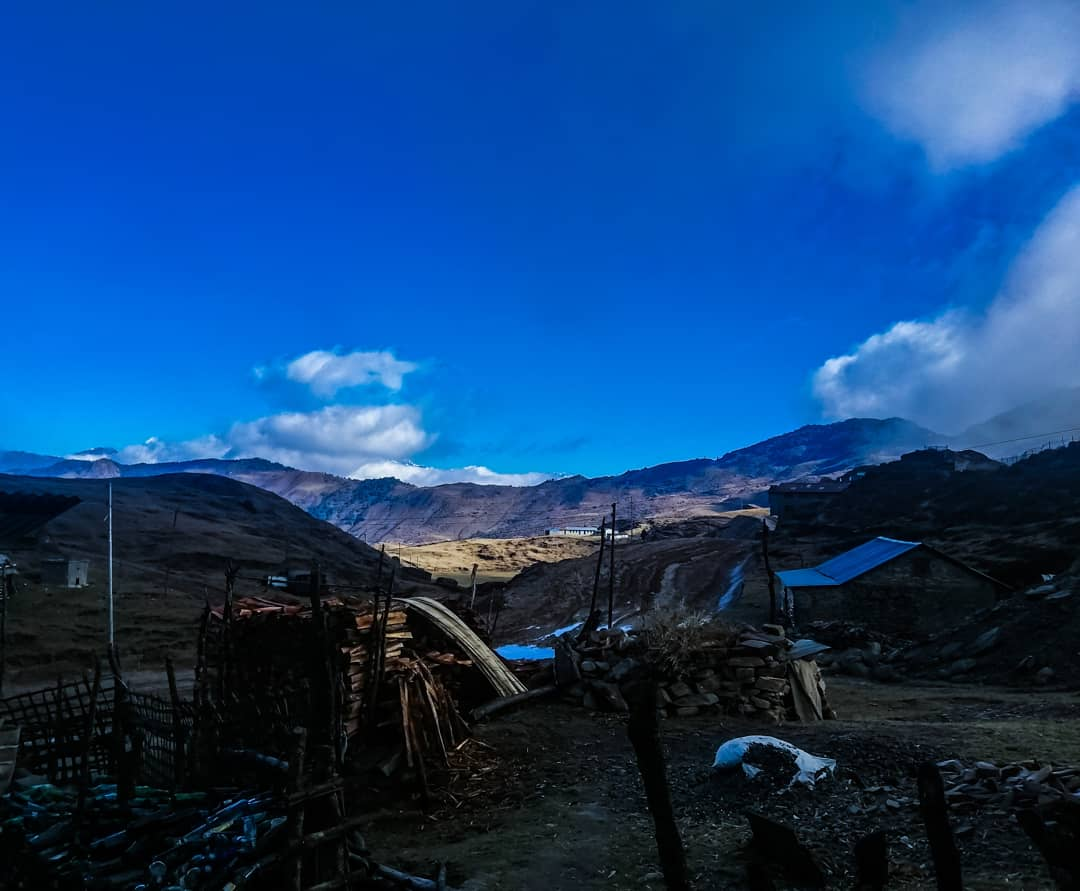
Paysage de Tehrathum

## Assemblée constituante de 2008
Pour l'élection de l'Assemblée constituante, le 10 avril 2008, dans le cadre du scrutin uninominal majoritaire à un tour, le district de Terhathum correspond à une circonscription électorale unique. Le député élu dans le district est :
| Circons- cription | Député      | Parti            |
| ----------------- | ----------- | ---------------- |
| 1re               | Tulsi Subba | Congrès népalais |